# PTK2B
PTK2B (اختصارًا لاسم Protein tyrosine kinase 2 beta) هو بروتين في البشر يُشفر عبر جين PTK2B.